# Skonertdivisionen
Skonertdivisionen är ett utbildnings- och rekryteringsförband. Divisionen består av HMS Gladan (S01) och HMS Falken (S02), där utbildningen bedrivs med inriktning på sjömanskap och praktisk navigation.